# Брајтон (Мичиген)
Брајтон (енгл. Brighton) град је у америчкој савезној држави Мичиген. По попису становништва из 2010. у њему је живело 7.444 становника.

## Демографија
Према попису становништва из 2010. у граду је живело 7.444 становника, што је 743 (11,1%) становника више него 2000. године.
| Група             | 2000.         | 2010.         |
| Белци             | 6.412 (95,7%) | 7.032 (94,5%) |
| Афроамериканци    | 23 (0,3%)     | 49 (0,7%)     |
| Азијати           | 88 (1,3%)     | 82 (1,1%)     |
| Хиспаноамериканци | 99 (1,5%)     | 171 (2,3%)    |
| Укупно            | 6.701         | 7.444         |